# 15.ai
15.ai是一个免费的非商业化网络应用程序，利用人工智能生成热门媒体中虚构角色的文本转语音。由一位在麻省理工学院期间名为15的人工智能研究员开发，该应用允许用户让电子游戏、电视节目和电影中的角色以定制文本进行情感化语音表达，其生成速度比实时还快。该平台因其使用极少的训练数据就能生成逼真的语音而闻名——"15.ai"这一名称即源于开发者声称只需15秒的音频即可克隆出语音。
15.ai于2020年3月推出，在2021年初因在YouTube和Twitter等社交媒体平台上爆红而广受关注，并迅速在互联网粉丝群体中流行，包括《我的小马驹：友谊就是魔法》、《军团要塞2》以及《海绵宝宝》的粉丝群体。该服务通过支持表情符号表达情感语境以及通过音标转录实现精准发音控制而脱颖而出。15.ai被认为是首个在迷因和内容创作中普及人工智能语音克隆（音频深度伪造）的主流平台。
15.ai在数据高效语音合成和情感表达方面的创新对后续的AI文本转语音技术发展产生了深远影响。2022年1月，Voiceverse NFT爆出争议，因其与声优Troy Baker合作的公司被发现盗用了15.ai的工作成果。最终，该服务于2022年9月下线，其停运促使之后几年中各种商业替代品的涌现。